# Az elveszett ereklyék fosztogatói
Az elveszett ereklyék fosztogatói (angolul: Relic Hunter) amerikai-francia-kanadai-német televíziós sorozat Tia Carrere és Christien Anholt főszereplésével. Az első két évadban játszó Lindy Bootht a harmadikban Tanja Reichert váltotta föl. Eredetileg az Amerikai Egyesült Államokbeli CBS csatorna sugározta mind a három évadot, 1999 és 2002 között. Magyarországon elsőként a TV2 vetítette, 2002 óta gyakorlatilag nem volt olyan év, amikor ne játszották volna valamely csatornán a legkülönfélébb műsorsávokban. A TV2-s premier után a Cool TV-n, az AXN csatornáin, a Prizma TV-n, az RTL+-on és a PRO4-en is futott, jelenleg (2020. április) a Viasat 3 ismétli.

## Történet
Sydney Fox a Trinity College egyik nagy tudású és elismert professzora, és egyben feketeöves karatemester, aki bejárja a világot elveszett, ellopott, illetve állítólagosan létező műtárgyak és régiségek után kutatva. A sorozat első részében megjelenik az új tanársegédje, Nigel Bailey, aki eddig Cambridge-ben tanult. A sorozat állandó főszereplője Claudia, a történelem tanszék titkárnője (akit a harmadik szériában Karen vált fel), akit egyáltalán nem vonz a történelem. Csak azért a dolgozik Sydneynek, mert az apja nagy összegekkel támogatja az egyetemet. Sydney szerint nála a történelem Marilyn Mansonnal kezdődik és végződik.
Minden egyes epizód egy-egy híres vagy fontos műtárgy (a sorozatban következetesen az ereklye megnevezést használják, holott a szó szoros értelmében csak kevés ereklye keresésére indulnak) kereséséről szól. Az első képekben mindig néhány történelmi jelenetet láthatunk, amelyek megmutatják, hogyan is tűnik el az épp aktuális ereklye. Ezt követően visszatérünk napjainkba. Sydney és Nigel ilyenkor általában az egyetemen tartózkodnak. Itt szokták őket meglátogatni azok az emberek, akik szeretnének bizonyos ereklyék nyomára bukkanni, majd felkérik Sydney-t, hogy keresse meg azt. Sydney pedig útra kel, hogy teljesítse a megbízást, útjaira pedig magával viszi az esetlen, de szintén nagy tudású Nigelt is.
Nemcsak Nigelék, hanem néhány pénzéhes bűnöző is szemet vet rájuk, ezért Sydneynek és Nigelnek minden tudásukat és ügyességüket be kell vetniük, hogy a felbecsülhetetlen értékű ereklyék ne jussanak gazfickók kezére, akik nem múzeumoknak, hanem magángyűjtők kezére adnák a műtárgyat, ha éppenséggel nem a megsemmisítése a céljuk.

## Gyártás
A Trinity College-ben játszódó jeleneteket a Torontói Egyetemen, Kanadában forgatták.
Az Amazonok utódai rész hajójeleneteit a HMCS Haida, az utolsó Tribal-osztályú hajón forgatták, amikor a Toronto melletti Ontario Placeben horgonyzott. A hajón található összes szöveget orosz nyelvűre fordították, a kéményén található vörös juharlevelet egy madárrajzzal fedték át. A forgatás idejére mindent, ami kanadainak, vagy egyáltalán nyugatinak tűnt, lecseréltek.

### Állandó szereplők

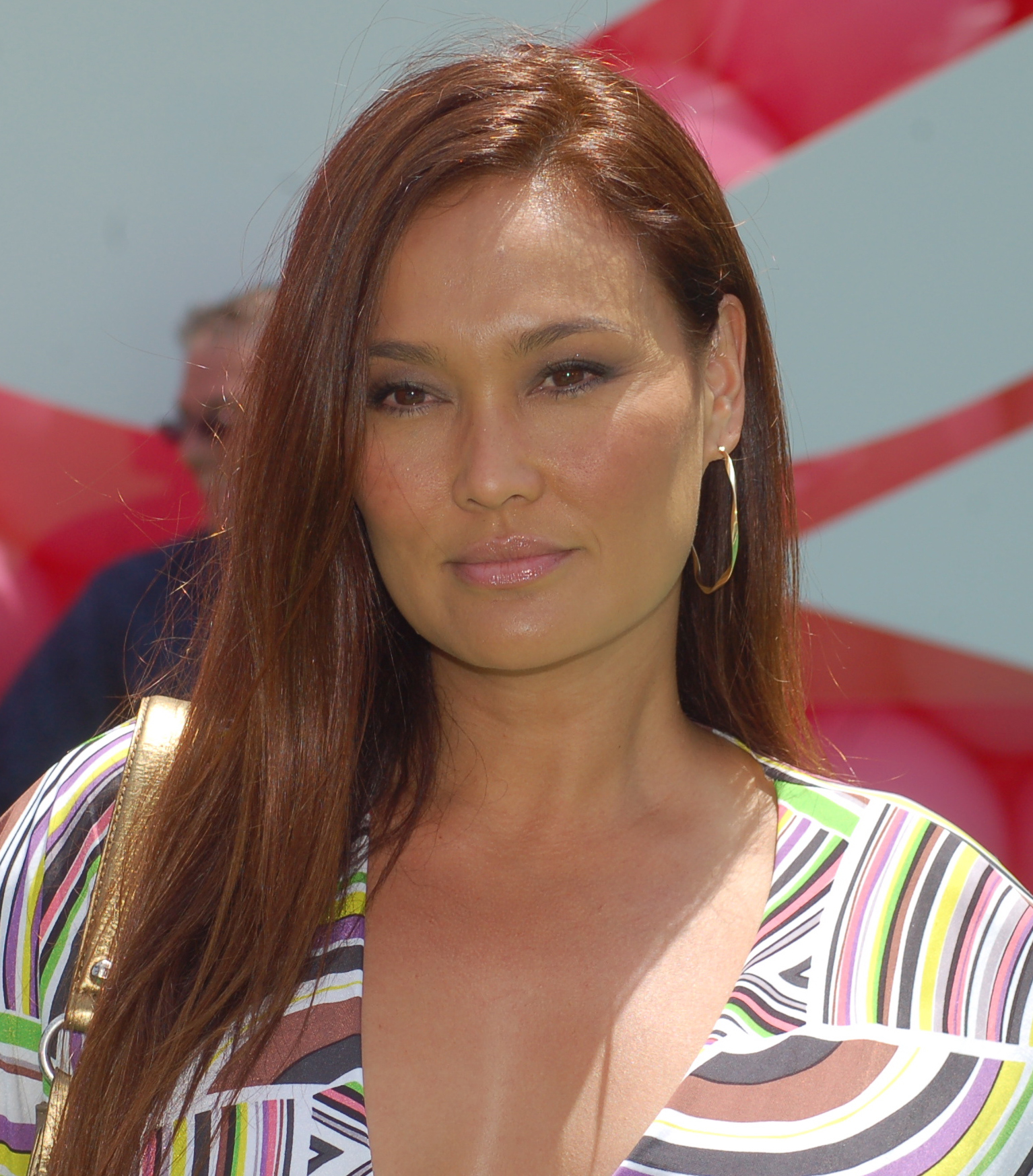
Tia Carrere, a sorozat női főszereplője

## A sorozat epizódjai
A sorozat összesen 66 epizódból áll, minden évadban 22 rész készült.
Az egyes epizódok vetítési sorrendje eltér az amerikai és a magyar adásokban. Az alábbiakban a magyar vetítési sorrendet követjük. A sorozat 2007-ben indult DVD-kiadása (egy DVD-n 2 epizóddal) is a magyar vetítési sorrendet követi.
| Évad | Évad | Részek száma | Részek száma | Eredeti sugárzás     | Eredeti sugárzás | Eredeti adó |
| Évad | Évad | Részek száma | Részek száma | Évadbemutató         | Évadzáró         | Eredeti adó |
| ---- | ---- | ------------ | ------------ | -------------------- | ---------------- | ----------- |
|      | 1.   | 22           | 22           | 1999. szeptember 25. | 2000. május 27.  | CBS         |
|      | 2.   | 22           | 22           | 2000. szeptember 18. | 2001. május 21.  | CBS         |
|      | 3.   | 22           | 22           | 2001. szeptember 17. | 2002. május 20.  | CBS         |

## 1. évad (1999-2000)
| Sor. | Év. | Cím | Rendező             | Író                    | Premier              | Gyártási szám |
| --- | --- | --- | ------------------- | ---------------------- | -------------------- | ------------- |
| 1. | 1.  | Buddha edénye (Buddha's Bowl) | Ian Toynton         | Bill Taub              | 1999. szeptember 25. | 101           |
| Új tanársegéd érkezik a Trinity Egyetem Történelem Tanszékére, Nigel Bailey. Rögvest be is avatják a kalandokba, amikor Sydney Fox professzor és másodállású ereklyevadász Délkelet-Ázsiába viszi, ahol Buddha tálját keresik meg. Szintén ezt a tárgyat keresi Stewie Harper is. Sydéknek előbb kell megtalálniuk, ellenkező esetben a tárgy nem kerülhet múzeumba. A tál végül egy nepáli faluba kerül. |     | |                     |                        |                      |               |
| 2. | 2.  | Al Capone pisztolya (Smoking Gun) | Ian Toynton         | Frank Encarnacao       | 1999. október 2.     | 102           |
| Capone híres gyémántmarkolatú pisztolyával lelőtt egy embert, de a gyilkosságot egy ártatlanra kenték, aki a börtönben halt meg. Az ő unokája keresi fel Sydney-t, hogy a pisztollyal tisztázza nagyapja emlékét, hogy az ő gyermekének ne kelljen olyan sanyarú sorsot megérnie, mint neki kellett. Syd és Nigel Chicagóba utaznak, abban a hotelben szállnak meg, ahol Al Capone búvóhelye volt. Syd a műemlék lifttel lemegy a föld alá, ahol egykor medence volt. Itt találják meg Al Capone búvóhelyét. Mivel azonban az a rendőr, aki letartóztatta az ártatlan nagyapát, még él, és nem akarja, hogy elvegyék tőle a történelemben elfoglalt helyét, bezárja Sydéket a bunkerbe. Sydéknek azonban sikerül megtalálnia a titkos kijáratot, és feljelentik a volt rendőrfőnököt. |     | |                     |                        |                      |               |
| 3. | 3.  | A fejetlen apáca (The Headless Nun) | Ken Girotti         | Robert Gilmer          | 1999. október 9.     | 103           |
| Új-Skócia partvidékén az 1600-as években véletlenül megöltek egy apácát, Evangeline nővért. Sydney és Nigel az ő földi maradványait kutatja fel. Az apácarend máig működik, az ereklye megtalálása nekik nagyon fontos lenne, valaki azonban mégsem akarja, hogy Sydék rábukkanjanak. |     | |                     |                        |                      |               |
| 4. | 4.  | A zászló napja (Flag Day) | David Wu            | Ian Toynton            | 1999. október 16.    | 104           |
| 1846-ban háború dúlt Kaliforniában. Merrit Folcey elrejtette a csapat zászlaját. Syd és Nigel ezt a zászlót igyekszenek megtalálni. Mivel úgy vélik, a közeli bányában lehet elrejtve, oda mennek. A kisváros helytörténetét jól ismerő férfit azonban ott holtan találják. Később ismét visszatérnek a bányába, megtalálják Merrit holttestét, kiderül, hogy a bánya mai tulajdonosai nem jogszerűen birtokolják azt. Ezért robbanást idéznek elő, és Sydék a bányában rekednek. Egy láda ott talált nitroglicerinnel viszont kirobbantják az őket elrekesztő köveket, és megfejtik, hogy a zászló Merrit kalapja alatt van, azaz: márványkalapja alatt. A sírkő alatt valóban megtalálják a zászlót.                                                                                |     | |                     |                        |                      |               |
| 5. | 5.  | Elvis gitárja (Thank You Very Much) | Don McCutcheon      | Jurgen Wolff           | 1999. október 23.    | 105           |
| Elvis Presley 1959-ben, Németországban egy vele állomásozó katonatársának adta ajándékba rózsafából készült gitárját. A gitárt később zálogházba adták, de most egykori tulajdonosa szeretné visszakapni. Sydet kéri meg, hogy akadjon a nyomába. Sajnos a gitár egy volt kém műgyűjteményében van, akit Kígyónak neveznek. Elkapja a három ereklyekeresőt, és egy kígyókkal teli terembe zárja őket. Sydék azonban kiszabadulnak, és megszerzik a gitárt. |     | |                     |                        |                      |               |
| 6. | 6.  | Az aranykesztyű (Diamond in the Rough) | Don McCutcheon      | Robert Gilmer          | 1999. október 30.    | 106           |
| Jimmy Jonesboro legendás baseball-kesztyűjének veszett nyoma. Egy baseball-játékos ezt akarja megtalálni, hogy általa baseball-csillag legyen. Felkeresik az egykori kesztyűtulajdonost, aki nem mutatkozik segítőkésznek. Syd és Nigel rájönnek, hogy annak idején ki lopta el a kesztyűt. A tolvaj hátrahagyott egy titkos noteszt, ennek megfejtése után Syd és Nigel megtalálják a baseball-kesztyűt. |     | |                     |                        |                      |               |
| 7. | 7.  | Az aranytekercs (Transformation) | Clay Borris         | Bill Taub              | 1999. november 6.    | 107           |
| Derek Lloyd keresi fel Sydneyt, hogy keressék meg Paracelsus egyik tekercsét, mivel a másikat már megtalálták. A nyomok Peruba vezetnek... |     | |                     |                        |                      |               |
| 8. | 8.  | A rúnakő (Etched in Stone) | John Bell           | Bill Taub              | 1999. november 13.   | 108           |
| Stewie Harper keresi fel Sydet, hogy találjanak meg együtt egy rúnakövet. Miután a rúnakövet egy naturista strandon megtalálják, kiderül, hogy az csak kulcs II. (Merész) Jan király kincséhez. A kincset egy kútban megtalálják. Mindeközben sokat segít nekik egy viking étterem pincérnője. |     | |                     |                        |                      |               |
| 9. | 9.  | A szerelem könyve (The Book of Love) | Paolo Barzman       | Jurgen Wolff           | 1999. november 20.   | 109           |
| Egy olasz focista keresi fel Sydet, hogy keresse meg neki Casanova elveszett kéziratát, A szerelem könyvét. Sydék Olaszországba utaznak egy Casanova-kiállításra, ahol a kiállított iratokat titokban UV-fénnyel megvilágítják. Kiderül, hogy Casanova citromlével megírta a könyv rejtekhelyét. |     | |                     |                        |                      |               |
| 10. | 10. | A labirintus rejtélye (The Myth of the Maze) | Graeme Lynch        | Robert Gilmer          | 1999. november 27.   | 110           |
| Syd egy fontos görögországi útra készül, ezért odaküldi Claudiát, hogy készítse elő a terepet. A lányt azonban jobban érdeklik a pasik. Egy régi medál segítségével a Daidalosz által épített labirintust vélik megtalálni, amiben a legenda szerint ott rejtőzik az aranyfonal. |     | |                     |                        |                      |               |
| 11. | 11. | Az ír korona (Irish Crown Affair) | Paolo Barzman       | Jurgen Wolff           | 2000. február 5.     | 111           |
| Az ír korona eltűnt a 12. században, ezzel összefüggésben az O'Donell családot árulónak tartják. A család napjainkban is megvan, és még mindig árulónak tartják őket. Syd és Nigel feladata, hogy megtalálják a koronát, ebben az egyik O'Donell is segítségükre lesz. A koronát végül megtalálják egy szobor fejében. |     | |                     |                        |                      |               |
| 12. | 12. | A császár hitvese (The Emperor's Bride) | Stefan Scaini       | Julie Lacey            | 2000. február 12.    | 112           |
| Kr. e. 2000 körül a kínai császár hitvesét egy szarkofágba helyezte és azzal együtt hajóra bocsátotta. A hajó azonban eltűnt. Alaszkában feltűnik egy márványdarab, ami a szarkofágból származhat. Syd és Nigel két rivális ereklyevadásszal fut versenyt az alaszkai vadonban, nekik kell előbb megtalálniuk a szarkofágot, különben a benne található nyakéket eladják. |     | |                     |                        |                      |               |
| 13. | 13. | Az óriásgyémánt (Afterlife and Death) | Don McCutcheon      | Rob Gilmer & Bill Taub | 2000. február 19.    | 113           |
| Thotmesz fáraó gyémántja kerül elő, amiről azonban kiderül, hogy nem gyémánt, hanem a lézerfény energiáját felszabadító kristály. A gyémántot lézerrel akarják Antwerpenben megcsiszolni. Syd és Nigel ezt igyekeznek megakadályozni, mert ebből katasztrofális robbanás sülne ki. |     | |                     |                        |                      |               |
| 14. | 14. | A macskaistennő (Nine Lives) | Paolo Barzman       | William Gough          | 2000. február 26.    | 114           |
| A Metropolitan Museumba kerül Mafdet macskaistennő aranyszobrocskája. Az a monda járja, hogy aki a szobrot ellopja, iszonyatos halállal lakol. A szobrot ellopják, és valóban, a tolvajok meghalnak. A szobor visszakerül a múzeum kurátorához, akiről időközben kiderül, hogy egy fáraó lelkéért rajongó szekta papnője, és fel akarja áldozni a szobrot – valamint Sydet és Nigelt. Syd azonban megmenti a szobrot. A kurátornő rejtélyes módon eltűnik. |     | |                     |                        |                      |               |
| 15. | 15. | A szerelem gyűrűje (Affaire de Coeur) | Steve DiMarco       | Robert Gilmer          | 2000. március 4.     | 115           |
| Calum és Elena története ihlette Rómeó és Júliáét, itt viszont kiderül, hogy Calum nem halt meg, és évekig őrizte Elena gyűrűjét. A gyűrűpárból egy zálogházban felbukkan Elena gyűrűje. Syd és Nigel Skóciába utaznak, hogy Calum várkastélyéban megtalálják a párját. Egy kandalló mögött elrejtett titkos szoba rejti a gyűrűt, és egy halálos csapda vigyázza. Syd mindeközben régi szerelmével, François-val keveredik viszonyba, de kiderül, hogy François elemelt egy tőrt a titkos szobából. A kastélyban, ami szállodává lett alakítva, egy zsebtolvajpár dolgozik, akik ellopják a gyűrűket is. Syd tőrpárbajban sarokba szorítja a párt, a gyűrűk megkerülnek. |     | |                     |                        |                      |               |
| 16. | 16. | Az elátkozott jogar (A Vanishing Art) | Ian Toynton         | Naomi Janzen           | 2000. március 11.    | 116           |
| Brodsky bűvész egy budapesti fellépése alkalmával ellopta a magyar királyi jogart. Syd és Nigel Atlantic Citybe mennek, ahol Brodsky később házat épített. A házban ma bűvészklub működik, csak bűvészek léphetnek be. Syd és Nigel bűvészsegédként bejut és kutatni kezd. |     | |                     |                        |                      |               |
| 17. | 17. | Jó évjárat (A Good Year) | Paolo Barzman       | Martin Brossollet      | 2000. április 22.    | 117           |
| A francia forradalomban elrejtették a királyi gyémántokat. Azok a királyné borászához kerültek. A borász örököse napjainkban súlyos adósságokkal küzd, tartozik többek közt a Maffiának is, ami, mihelyt tudomást szerez róla, a palackra akarja rátenni a kezét. Syd és Nigel az örökös pincéjéből ellopott palack után nyomoznak, amit egy árverésen szereznek vissza, de abban nem találnak gyémántot. 1910-ben ugyanis kicserélték a két palack címkéjét, és az mindvégig ott lapult a pincében. |     | |                     |                        |                      |               |
| 18. | 18. | A templomos lovagok vára (A Javítás elfogadását követően kérem a címemmel kapcsolatos infókat törölje, vagy rejtse el a nyilvánosság elől!) (Castle Of The Knights Templar) | Ian Toynton         | Andre Jacquemetton     | 2000. április 29.    | 118           |
| Syd és Nigel egy fiatal francia történésszel együtt az utolsó templomos lovag, Jacques de Molay kardját keresik. A kard egy kőszoborban volt, és csak Michel, a történész tudta kihúzni belőle. |     | |                     |                        |                      |               |
| 19. | 19. | A házasságlevél (Love Letter) | Jean-Pierre Prevost | Elizabeth Baxter       | 2000. május 6.       | 119           |
| A francia forradalom előestéjén Pontoise gróf feleségül vette kedvesét. Ma azt a falut, ahol mindez történt, el akarják adni, mondván, hogy az egykori grófnak nem volt törvényes örököse, a terület így eladható. Ha azonban megtalálják a házasságlevelet, az bizonyítaná, hogy a falut jogtalanul adnák el. Syd és Nigel a templom kincseivel együtt megtalálja a házasságlevelet is. |     | |                     |                        |                      |               |
| 20. | 20. | Megbűvölve (Possessed) | Jean-Pierre Prevost | Robert Gilmer          | 2000. május 13.      | 120           |
| A lamiék női vámpírok. Szertartásaikhoz Zeusz napóráját használják. Sydneyt egy régi barátja, Eric keresi fel telefonon, és azt állítja, hogy a barátnője egy vámpír, és miatta haldoklik. Ha a napóra árnyéka rávetül a beteg emberre, meggyógyul. Syd és Nigel Brüsszelbe utaznak, hogy megtalálják a napórát és meggyógyítsák Ericet... |     | |                     |                        |                      |               |
| 21. | 21. | Színtiszta igazság (Nothing But the Truth) | John Bell           | Bill Taub              | 2000. május 20.      | 121           |
| Az igazság serlege Marokkóban készült, és azzal a bűvös tulajdonsággal bír, hogy aki elé tartják, az megmondja az igazat. A nyomok szerint a serleg egy kastélyban volt utoljára, ahol ma szakácsiskola működik. Syd, Nigel és Stewie Harper beiratkoznak... |     | |                     |                        |                      |               |
| 22. | 22. | Párizsi emlékek (Memories of Montmartre) | Paolo Barzman       | Rob Gilmer & Bill Taub | 2000. május 27.      | 122           |
| Syd nagyanyját, Isabelle-t kémkedéssel vádolták meg 1939-ben, miszerint ellopta az oroszoknak szánt diadémet, az Európa Szívét. Sydnek tisztáznia kell nagyanyja emlékét, és a diadémet meg is találja egy temetőben. Segítségére van Babette, nagyanyja egykori barátnője. |     | |                     |                        |                      |               |

## 2. évad (2000-2001)
| Sor. | Év. | Cím                                          | Rendező         | Író                        | Premier              | Gyártási szám |
| --- | --- | -------------------------------------------- | --------------- | -------------------------- | -------------------- | ------------- |
| 23. | 1.  | Az átok (The Put Back)                       | Ian Toynton     | Jeff F. King               | 2000. szeptember 18. | 201           |
| Egy afrikai nép bálványát egy Ross nevű ereklyevadász elrabolta a templomból. Bár még csak 35 éves, hetvennek néz ki, és nagyon beteg. Voot isten bálványa, ha nem kerül vissza a napforduló előtt a templomba, dögvészt hoz Ross népére. Syd és Nigel Afrikába indulnak, hogy visszavigyék a bálványt. Miután a bálvány visszakerül a helyére, Ross visszanyeri ifjúságát, hálából pedig egy íjpuskát ad Sydneynek. |     |                                              |                 |                            |                      |               |
| 24. | 2.  | A halál tőre (Dagger of Death)               | Ian Toynton     | Jurgen Wolff               | 2000. szeptember 25. | 202           |
| Dr. Terrace brutális kegyetlenséggel megölte asszisztensét. Ezt Kali tőre okozta, aki ugyanis megfogja a tőrt, azt gyilkolási vágy keríti hatalmába. Syd és Nigel Kasmírba utazik, hogy megtalálják a tőr hüvelyét, ha ugyanis a tőr ebben van, ártalmatlan. Kasmírban azonban Kali hívei gyülekeznek egy ásatáson, emberáldozatra is készülnek. |     |                                              |                 |                            |                      |               |
| 25. | 3.  | A palack szelleme (Last of the Mochicas)     | John Bell       | Ron Levinson               | 2000. október 2.     | 203           |
| Egy régi dél-amerikai indián törzs legnagyobb harcosának szellemét egy palack rejti. Syd és Nigel Limába tart az ereklyével, de a gépüket lelövik. Túlélik a zuhanást, de a katonák, akik lelőtték őket, továbbra is a nyomukban vannak. Syd és Nigel egy antropológusprofesszorral, egy műkincs-csempésszel és egy magát misszionáriusnak kiadó Interpol-nyomozóval menekül a katonák és az indiánok elől. A gerillák elől szerencsésen megmenekülnek, mivel kiengedik a palack szellemét, s az visszaszáll övéihez. |     |                                              |                 |                            |                      |               |
| 26. | 4.  | Vissza a bronzkorba (The Legend of the Lost) | John Bell       | Leonard Dick               | 2000. október 9.     | 204           |
| Derek Lloyd elrabolja Nigelt és Új-Guineába viszi, hogy így csalja oda Sydneyt. A légi felvételek szerint egy bronzkori civilizációs szinten megrekedt törzs él a szigeten, akikről korábban azt hitték, hogy egy vulkánkitörés elpusztította őket. Derek szándéka azonban nemcsak abból áll, hogy felkutassa a törzset, hanem egy eltűnt katonai hírszerzőt kell megtalálnia, aki minden valószínűség szerint a törzsnél van, és most ő a királyuk. Sydéket elfogja a trónbitorló, segítségükre lesz azonban a Kai Nomata törzs egyik tagja. |     |                                              |                 |                            |                      |               |
| 27. | 5.  | A termékenység földje (Fertile Ground)       | Terry Ingram    | Michelle Lovretta          | 2000. október 16.    | 205           |
| Hawaiiról 1779-ben kalózok rabolták el Lono istennő szobrát, mely azzal a képességgel bír, hogy környezetében mindent termékennyé varázsol. Sydney egy osztálytalálkozón összefut Tonyval, aki rábukkant a szobor nyomára. Madagaszkárra utaznak, ahová egykor a kalózok. A szobor végül visszajut Hawaiira. |     |                                              |                 |                            |                      |               |
| 28. | 6.  | Kirakós játék (Gypsy Jigsaw)                 | Larry McLean    | Becky Southwell            | 2000. október 23.    | 206           |
| Romániában 1830-ban elrejtették a cigányok koronáját. Syd, Nigel és Claudia Bukarestbe utaznak, kezükbe került ugyanis egy tarot pakli, melynek hátoldalát összerakva térkép rajzolódik ki, ez mutatja a korona rejtekhelyét. |     |                                              |                 |                            |                      |               |
| 29. | 7.  | A három folyó völgye (Three Rivers to Cross) | Terry Ingram    | Jeff F. King               | 2000. október 30.    | 207           |
| 1225-ben mongolok támadták meg Kínát. A három folyó völgyének szerzetesei ezért elrejtették istennőjük szobrát, a Jáde Császárnőt. Napjainkban Sydney apja tervezte azt a hatalmas duzzasztógátat, ami el fogja árasztani a három folyó völgyét. A szerzetesek addig nem hajlandók elhagyni kolostorukat, amíg a császárnőszobor elő nem kerül. Syd apja megkéri Sydet, hogy találja meg a szobrot. A műkincs megtalálása azonban egy hivatalnoknak nem jönne kapóra, ezért mindent elkövet, hogy az ne kerüljön napvilágra. A szobrot egy jáde ékkő segítségével megtalálják, a terület elárasztását elhalasztják. |     |                                              |                 |                            |                      |               |
| 30. | 8.  | Római vakáció (Roman Holiday)                | Milan Cheylov   | Jurgen Wolff               | 2000. november 6.    | 208           |
| Julius Caesar olyan mellvértet készíttetett, amit élő ember nem üt át. Mielőtt azonban viselhette volna, Caesart megölték. A mellvértet elrejtették, egyetlen tekercs őrzi nyomát. A tekercset egy római üzletember elviszi. Claudia, mivel rájön, hogy ez az ember nem az, akinek kiadta magát, nem tud mást kitalálni, mint hogy kövesse, egyenesen Rómába. Azonban elfogják, és bezárják egy szarkofágba. Syd és Nigel eleinte furcsállják Claudia rejtélyes eltűnését, de rájönnek, mi történhetett, és nyomra akadnak a katakombákban, ahol a mellvért is rejtőzött. Élő ember valóban nem tud viselőjében kárt tenni, de a katakombákban egy, a kezében lándzsát tartó csontváznak nekieső gonosztevő végül meghal. Claudiát sikeresen kiszabadítják. |     |                                              |                 |                            |                      |               |
| 31. | 9.  | A voodoo kereszt (Cross of Voodoo)           | George Mendeluk | Charles Heit               | 2000. november 13.   | 209           |
| A 18. században Utu keresztje, mely a voodoo hit szerint hatalmas energiával bír, eltűnt Haiti szigetéről. Syd két diákja, Matt és Kelly a kereszt nyomára akad, azonban kutatás közben eltűnnek. A kereszt titkos barlangban rejtőzik, amit egy varázsló segítségével megtalálnak. Mattről és Kellyről a kereszt segítségével elhárítják a rontást. |     |                                              |                 |                            |                      |               |
| 32. | 10. | Filmszakadás (Lost Contact)                  | Milan Cheylov   | Leonard Dick               | 2000. november 20.   | 210           |
| Egy kutatócsoport páratlan kőedényre bukkant, azonban minden tagnak nyoma veszett. Syd és Nigel a helyszínre mennek. Megtalálják az egyik kutatót, Joant, aki sokkos állapotban van. Kiderül, hogy a kőedényben ősi vírus van. Az egyik kutató megfertőződött, és evolúciós visszafejlődés indult meg nála, és az ősemberré változott kutató megölte embertársait. |     |                                              |                 |                            |                      |               |
| 33. | 11. | A múmia nyomában (The Reel Thing)            | John Bell       | Martin Brossollet          | 2001. január 8.      | 211           |
| 1924-ben Egyiptomban némafilmet forgattak. A díszletek közé eredeti műkincsek is kerültek, méghozzá II. Amenhotep múmiája és sírkamrájának egész berendezése. Syd éppen egy film forgatásán dolgozik felkért szakértőként, amikor a kellékraktárból előkerül a kincsek egy része. A többit is elő akarják keríteni, ezért Kairóba utaznak, nehogy az újságokban megjelent szenzáció miatt sírrablók fosszák ki a sírt, amit az előkerült műtárgyak segítségével lehet megtalálni. Syd és Nigel megtalálják a sírt, azonban az teljesen üres. A kincsket a 30 éve halott filmrendező eladósodott birtokán találják meg. |     |                                              |                 |                            |                      |               |
| 34. | 12. | A gyűlölet foka (M.I.A.)                     | Julian Grant    | Gil Grant                  | 2001. január 15.     | 212           |
| Sydney, miközben Kate-nek segít egy orgazdát kézrekeríteni egy csali Fabergé-tojással, eltűnik. Kali hívei rabolták el, akik egy ritka együttállás idején fel akarják áldozni, bosszúból, amiért elvette tőlük a tőrt (lásd A halál tőre c. epizódot). Az epizód visszatekintésekből áll, míg Kate, Nigel és Claudia próbálnak rájönni, hogy ki rabolta el Sydet. |     |                                              |                 |                            |                      |               |
| 35. | 13. | Kísért a múlt (Out of the Past)              | Paolo Barzman   | Edwina Follows             | 2001. január 29.     | 213           |
| Kleopátra nyakéke után nyomoznak. Előkerül egy ékszeres ládika, ami láttán Claudiát furcsa érzetek kerítik hatalmába. Kairóban egy nagyszabású Kleopátra-kiállítást rendeznek. Syd és a lány oda utaznak, egy pszichiáter pedig rájön, hogy Claudia előző életében Kleopátra szolgálója volt, és ő rejtette el a nyakéket egy titkos templomba. Claudia emlékeit fokozatosan előcsalják, megtalálják a templomot és a nyakéket. |     |                                              |                 |                            |                      |               |
| 36. | 14. | Toklamanne szeme (Eyes of Toklamanee)        | John Bell       | Larry Mollin               | 2001. február 5.     | 214           |
| Egy Mississippi-közeli föld alatti templomban van Toklamanee szeme, két hatalmas kristály, mely képes embereket eltüntetni. Syd egy diákja nyomra akad, kiderül azonban, hogy a helyszínen nagyon magas a radioaktív sugárzás. A templom fölött építkezés zajlik. Syd eleinte nem tudja meggyőzni a régészeti vezetőt, hogy álljanak le a munkálatokkal, de a régészeti vezető végül meggondolja magát. |     |                                              |                 |                            |                      |               |
| 37. | 15. | Fuss, Sydney, fuss (Run Sydney Run)          | Paolo Barzman   | Jeff F. King               | 2001. február 12.    | 215           |
| Ateasz kardját keresve Sydney valahol az orosz sztyeppéken kutat. A kardot megtalálja, azonban katonák kísérte expedícióját gerillák megtámadják, és mindenkit megölnek, Sydneyt meglövik. Egy nagy kastélyban tér magához, ahová be van zárva. A kastély tulajdonosa, Csarlov, közli vele, hogy senki nem élte túl a támadást, Nigel sem. Syd azonban sokadszori szökési kísérlete közben megtalálja Nigelt és egy másik nőt a pincébe zárva. Csarlov megfenyegeti Sydneyt, hogy amennyiben nem hajlandó vele vadászni, megöli Nigelt. Csakhogy Syd lenne az űzött vad... |     |                                              |                 |                            |                      |               |
| 38. | 16. | Francia kapcsolat (French Connection)        | Paolo Barzman   | Peter Mohan                | 2001. február 19.    | 216           |
| Nostradamus megátkozott egy francia papot, mert az ellopta a medálját, aminek segítségével egyik próféciája megfejthető. Dalier bíborosnak ezután élete végéig iszonyatos látomásai voltak, folyton saját halálát látta előre. Sydet és egy rivális ereklyevadászt, Castillót egyszerre kéri fel egy konferencia biztonsági felügyelője, hogy Nostradamus jóslata segítségével megtudja, ki a megjósolt áldozat és a megjósolt merénylő. Syd és Nigel Dalier bíboros naplója segítségével megtalálja Dalier sírhelyét, amiben ott van a medál. Segítségével megtudják, hogy a „kobra” a merénylő, és az angol királyi család egy tagját akarják megölni. Innentől a merénylet megakadályozása a cél. Azzal azonban nem számoltak, hogy megbízóik egyike a merénylő... |     |                                              |                 |                            |                      |               |
| 39. | 17. | Ne menj az erdőbe! (Don't Go into the Woods) | Ian Toynton     | Elizabeth Baxter           | 2001. április 16.    | 217           |
| Az 1700-as években a Kelet-Kárpátokban eltűnt Maribor aranysólyma az őt szállító Natasa hercegnővel és hintójával együtt. Vladimir Bugos orosz professzor egy térkép segítségével a sólyom nyomára akadt. Ő hívja fel Sydet, hogy jöjjön Moldoróba, mert a környéken lehet a kincs. Mire azonban Sydék Moldoróba érnek, Bugosnak nyoma vész. A falubéliek azonban nagyon zárkózottak. A legenda szerint ezen a környéken a farkasember szedi áldozatait, ezt felhasználva akarják távol tartani Sydneyt és Nigelt az erdőtől, ahová azonban mégis bemerészkednek, és megtalálják a hintót és Bugost is. Rájönnek, hogy a falubeliek elődei rabolták el a hintót és a sólymot, és azt hiszik, hogy a titkot meg kell őrizniük, különben a farkasember átka lecsap rájuk. Ezért nem akarják, hogy Sydneyék épségben távozzanak a sólyommal. Azonban az erdő furcsa hangjai elriasztják őket, így Sydék megmenekülnek. |     |                                              |                 |                            |                      |               |
| 40. | 18. | Éjféli járat (Midnight Flight)               | Ian Toynton     | Charles Heit               | 2001. április 23.    | 218           |
| Hannibál jogara az elveszett műtárgy. Információk szerint a párizsi török nagykövetnél van, aki éjfélkor magángéppel tér vissza országába, és feltehetően magával csempészi ki mentelmi jogát kihasználva a műkincset. Sydney bejut a nagykövetségre. Éjfélig van ideje kinyitni a páncélszekrényt, és míg ezen töri a fejét, bálozik a nagykövettel. |     |                                              |                 |                            |                      |               |
| 41. | 19. | A hóhér álarca (The Executioner's Mask)      | Paolo Barzman   | Maria & Andre Jacquemetton | 2001. április 30.    | 219           |
| A nagy francia forradalom idején Bourg városában egy hóhér maszkot viselve élt. A maszk átkozott, és Syd modell barátnőjére került, aki ettől megcsúnyult és beteg lett. Úgy tartják, hogy az átok megszűnik, ha a maszk egy másik emberre kerül, vagy visszakerül egykori tulajdonosa arcára, ehhez azonban meg kell találni a sírt. |     |                                              |                 |                            |                      |               |
| 42. | 20. | A királyi gyűrű (The Royal Ring)             | John Bell       | Jurgen Wolff               | 2001. május 7.       | 220           |
| Nigel bátyja és egyben halálos ellensége, Preston keresi fel Sydneyt, hogy a British Museum megbízásából találják meg Boleyn Anna elveszett gyűrűjét, amit VIII. Henrik rejtett el. Egy kis vers van a segítségükre, amit megfejtve (s közben betörve VIII. Henrik orgonájához) eljutnak a rejtély megoldásához. A gyűrű végig egy, a múzeumban lévő játékdobozban volt. A rivális ereklyevadászokat végül letartóztatják. |     |                                              |                 |                            |                      |               |
| 43. | 21. | Kőbe zárva (Set in Stone)                    | Paolo Barzman   | David Wolkove              | 2001. május 14.      | 221           |
| Az 1500-as évek második felében a Balaton-felvidéken Szent Gábriel lovag bűvös kesztyűjében, kardjával leszúrt egy démont, ami kővé változott. Ezt a legendát hallgatta a kis Nigel apjától. Amint a kard nyomára bukkannak, Magyarországra utaznak a kard létezését bizonyító domborművel. Syd és Nigel a lovag kardját keresve érkeznek Magyarországra, arra azonban nem számítanak, hogy a ma is meglévő kolostorban vannak olyan szerzetesek, akik ki akarják szabadítani a démont. Syd egy közeli romnál a fennmaradt zadovár-szimbólumok segítségével megtalálja Gábriel sírját és ott a kesztyűt, amivel ki lehet húzni a kardot a kőből. Azonban életre kel a démon, és csak Sydney tudja legyőzni, beledöfni a kardot és visszaváltoztatni kővé. |     |                                              |                 |                            |                      |               |
| 44. | 22. | Határidő (Deadline)                          | John Bell       | Jeff F. King               | 2001. május 21.      | 222           |
| Sydneyt régi szerelme keresi fel. Elmondja, hogy egy vírussal fertőzték meg, az ellenszerért cserébe azt kérik tőle, hogy találja meg az Ószövetségben leírt őskeresztet, amit állítólag a keresztesek magukkal hoztak Franciaországba. Syd és Nigel a kereszt felkutatására indul, míg Claudia a könyvtárban ül és adatokat keres, hogy így segítsen. Egy rivális ereklyevadász is felbukkan, akit szintén megfertőztek. Sydék egy vidéki kastélyban rábukkannak a keresztre. Dobozával együtt a zsarolónak viszik, aki hozzányúl, és a kereszt megsemmisíti. Az ellenszerrel sikerül megmenteni Sydney barátját. |     |                                              |                 |                            |                      |               |

## 3. évad (2001-2002)
| Sor. | Év. | Cím                                              | Rendező          | Író                        | Premier              | Gyártási szám |
| --- | --- | ------------------------------------------------ | ---------------- | -------------------------- | -------------------- | ------------- |
| 45. | 1.  | A sárkánytojás (Wages of Sydney)                 | John Bell        | Jeff F. King               | 2001. szeptember 17. | 301           |
| Sydney és Nigel egy kínai régiséget, egy sárkánytojást keresnek, míg új titkárnőjük az egyetemen próbálja megállni a helyét. A sárkánytojás valójában egy olyan ősi bomba, amibe nitroglicerint folyattak, így igen veszélyes hozzáérni. |     |                                                  |                  |                            |                      |               |
| 46. | 2.  | A nagy Ő (Mr. Right)                             | John Bell        | Kris Dobkin                | 2001. szeptember 24. | 302           |
| Sydney Balin nyaral, régi szerelme azonban felkeresi, hogy keresse meg Parvati istennő tálját, ami a legenda szerint megmutatja a jövőt. |     |                                                  |                  |                            |                      |               |
| 47. | 3.  | A kezdet (Sydney at Ten)                         | Ian Toynton      | Leonard Dick               | 2001. október 1.     | 303           |
| Sydney gyermekkorába tekint vissza az epizód. Syd egykori tanára gyanúba keveredett, hogy ellopott egy Tutanhamon-ékszert. |     |                                                  |                  |                            |                      |               |
| 48. | 4.  | A hűség lámpása (The Light of Truth)             | George Mendeluk  | Andre & Maria Jacquemetton | 2001. október 8.     | 304           |
| Sydneyt egy herceg kéri fel, hogy egy pergamen segítségével találja meg neki a Hűség Lámpását, mivel a herceg hamarosan trónra lép, és politikai célokra szeretné használni azt. A lámpás a legenda szerint megmutatja, hogy hűséges-e vagy sem az, aki a kezében tartja. Syd nemet mond a felkérésre, mivel nem szeretne politikai ügyekbe avatkozni, de mikor megtudja, hogy a herceg egy rivális ereklyevadászt kért fel, Marokkóba utazik. Az ásatáson találkozik a rivális ereklyevadásszal, aki végül egy kútba esik. Syd és Nigel megtalálják a herceget, és rájönnek, hogy rossz helyen keresik a lámpást, amit végül egy barlangban megtalálnak. |     |                                                  |                  |                            |                      |               |
| 49. | 5.  | A Kincses sziget (Treasure Island)               | John Bell        | Jurgen Wolff               | 2001. október 15.    | 305           |
| Sydney-t felkeresi egy csaló ereklyevadász felesége azzal a kéréssel hogy segítsen megkeresni R. L. Stevenson regénye alapján a kalózok régi kincsét, ugyanis a kincses sziget valóban létezik. Sydney, Nigel és a hölgy elutaznak a kincses szigetre. |     |                                                  |                  |                            |                      |               |
| 50. | 6.  | Nadír csillaga (Star of Nadir)                   | Terry Ingram     | Alison Lea Bingeman        | 2001. október 22.    | 306           |
| Sydney barátnőjét, aki egy szultán felesége lett, baleset éri és meghal. Sydney a szultán udvarába megy, és megígéri, hogy megkeresi a Nadír csillagát, egy legendás gyémántot, ami békét hozna az országra. Syd barátnője hitte, hogy a gyémánt előkerülhet egy új ásatáson. A gyémántról azt tudjuk csak, hogy egy tolvaj lopta el a középkorban Bagdadból. |     |                                                  |                  |                            |                      |               |
| 51. | 7.  | A vámpír csókja (Vampire's Kiss)                 | Ian Toynton      | Michelle Lovretta          | 2001. október 29.    | 307           |
| Sydneyt egy, az egyetemen tanító író kéri fel, hogy tartson vele Csehországba. Ihletet akar meríteni Sztaniszlav, a vámpír történetéből. Miközben Syd Csehországban nyomoz Sztaniszlav kelyhe után, ami a legenda szerint örök életet ad a vámpíroknak, Nigel arra gyanakszik, hogy az író maga Sztaniszlav, és mindörökre meg akarja szerezni a kelyhet. Sydék nyomába egy vámpírvadász is szegődik. |     |                                                  |                  |                            |                      |               |
| 52. | 8.  | Ördögi baba (Devil Doll)                         | Bruce Pittman    | Charles Heit               | 2001. november 5.    | 308           |
| Syd és Nigel Közép-Amerikában egy feltáratlan indián piramisból ment ki egy szobrot. Aki a szoborhoz kézzel nyúl, azt a szobor megöli. Erre Sydék akkor jönnek rá, amikor már több tolvaj megpróbálta ellopni a szobrot, de mind meghalt. Elhatározzák, hogy ennek az ereklyének nem szabad napvilágot látnia, ezért visszaindulnak a templomba, hogy elrejtsék a babát. Csakhogy a dzsungelben lázadó katonák masíroznak... |     |                                                  |                  |                            |                      |               |
| 53. | 9.  | Inkognitó (Incognito)                            | Terry Ingram     | Jurgen Wolff               | 2001. november 12.   | 309           |
| Kate keresi fel Nigelt, mert egy ismert műkincs-csempész, aki feltűnően hasonlít Nigelre, meghalt. Azt kéri, hogy Nigel játssza el a tolvaj szerepét, aki a Gural Nataznak akarta eladni azt a lándzsát, ami a legenda szerint 1000 ember erejével ruházzal fel azt, akit megsebesít. Történetesen Nigel is megvágta magát vele. A szálak Máltára vezetnek, ahol végül az Interpolnak sikerül elfognia a Gural Nataz érintett tagjait. |     |                                                  |                  |                            |                      |               |
| 54. | 10. | Megbűvölve (All Choked Up)                       | Holly Dale       | James Thorpe               | 2001. november 19.   | 310           |
| Sydet egy magángyűjtő keresi fel, hogy keresse meg neki Athéné legendás szobrát. Mivel köztudott, hogy Syd nem dolgozik magángyűjtőknek, Nigel igencsak meglepődik, mikor Syd igent mond. A nő ugyanis egy olyan nyakláncot adott rá Sydneyre, ami engedelmességre bírja viselőjét. Nigel követi Sydet a nő szigetére. A szigeten a vulkanikus tevékenység egyre erősödik, ezért sietni kell a szobor megtalálásával. Nigel megtalálja Sydet, és le akarja róla venni a nyakéket, de ha nem mondja el az átkot feloldó szavakat, a viselő meghal. Sydney egy pillanatra legyőzi a nyakék erejét, és felírja a varázsigét. Becsapják a nőt, aki a nyaklánccal életre akarja kelteni Athéné istennő szobrát, végül kimenekülnek a szigetről, a szobor a többi Minalisius-kori tárggyal együtt egy múzeumba kerül.             |     |                                                  |                  |                            |                      |               |
| 55. | 11. | A boszorkánymester (Warlock of Nu Theta Phi)     | Bruce Pittman    | Tracey Forbes              | 2002. január 14.     | 311           |
| Egy 17. századi ékszer okoz gondot, egy egyetemista lány ugyanis felvette, és elmondta a rajta olvasható varázsigét, mire megszállta egy boszorkány szelleme. Syd egy hivatásos jó boszorkány segítségével megtalálja az átkot feloldó ékszert, lefüleli a fekete boszorkánymestereket is, akik történetesen épp Sydney diákjai. |     |                                                  |                  |                            |                      |               |
| 56. | 12. | Kíváncsi nők (Women Want to Know)                | George Mendeluk  | Charles Heit               | 2002. január 21.     | 312           |
| Sydney egy tévéműsor forgatásán vesz részt, és egy Ganésa-szobrot keres, de a barlang körül ellenséges katonák vannak, így Sydék a barlangban rejtőznek el. A katonák viszont megtalálják őket, de a szövetséges erők segítségével megmenekülnek. |     |                                                  |                  |                            |                      |               |
| 57. | 13. | Mennyei tűz (Fire in the Sky)                    | Jorge Montesi    | David Wolkove              | 2002. január 28.     | 313           |
| Az 1400-as évek elején a mondaga indiánok hagyományos totemjei eltűntek, helyettük csak geometrikus motívumok maradtak. Sydet egy üzletember keresi fel azzal, hogy ő talán tudja miért: a mennyei tűz legendájában UFO-jelenséget vél felfedezni. Syd és Nigel lassan ásatást tud kezdeni, és találnak egy nagyon érdekes, furcsa fémből készült szilánkot. Erre azonban titokzatos kormányszerv pályázik, el akarják tussolni a leletet. Syd és Nigel egy helybéli indián segítségével megtalálják az 1400 előtti totemoszlopot, ami bizonyítja, hogy voltak hagyományos totemjeik a mondagáknak. A szentélyt azonban a kormányügynökök elpusztítják, Sydney egyetemi széfjéből a titokzatos leletnek is nyoma vész. Az epizód azon kevesek egyike, amikor Sydet hivatásos régészkedésen és egyetemi előadáson láthatjuk. |     |                                                  |                  |                            |                      |               |
| 58. | 14. | Vadászat az ellenséggel (Hunting with the Enemy) | Terry Ingram     | Kris Dobkin                | 2002. február 4.     | 314           |
| Sydney ősi ellensége, Fabrice De Viega Karen elrablásával megfenyegeti Sydneyt, hogy találja meg neki Konfuciusz hamvait. |     |                                                  |                  |                            |                      |               |
| 59. | 15. | Amazonok utódai (Antianeirai)                    | Jeff F. King     | Jeff F. King               | 2002. február 11.    | 315           |
| Evens professzor, a történelmi tanszék vezetője, Syd egykori mentora Herkules létezésére keres bizonyítékokat Törökországban. Az irányába indított, vagy tőle fogadott telefonhívások a kapcsolat létrejötte után megszakadnak, sőt az egyik hívás bontása előtt dulakodás hangjait vélik felfedezni a vonalban. Ez elég ahhoz, hogy Syd aggódni kezdjen, s tanársegédjével azonnal Isztambulba induljon. |     |                                                  |                  |                            |                      |               |
| 60. | 16. | A jég alatt (Under the Ice)                      | Jorge Montesi    | Damian Kindler             | 2002. február 18.    | 316           |
| Syd és Nigel Grönlandra, egy kutatóállomásra hivatalosak, ahol egy fagyott múmia került elő. Mire azonban odaérnek, senkit sem találnak. Megnézik a biztonsági felvételeket, és kiderül, azután kezdtek eltűnni az emberek, miután a múmiát felolvasztották. Az anaszazi testében ugyanis egy vírus volt. Megtalálják az egyetlen túlélőt, akinek a vérében ellenanyag képződött. Erre várt ugyanis egy titkos ügynök, aki a vírust és az ellenszert biológiai fegyverként akarja értékesíteni a fekete piacon. Syd természetesen ezt megakadályozza. |     |                                                  |                  |                            |                      |               |
| 61. | 17. | Arthur keresztje (Arthur's Cross)                | Paolo Barzman    | Rio Fanning                | 2002. április 15.    | 317           |
| Arthur király legendás keresztje az ereklye, aminek nyomába erednek. A Scotland Yard kéri fel őket a nyomozásra, mert a gyanú szerint ezzel a tárggyal követtek el egy gyilkosságot. |     |                                                  |                  |                            |                      |               |
| 62. | 18. | Spanyol rejtély (Faux Fox)                       | Jonathan Hackett | Peter Hume                 | 2002. április 22.    | 318           |
| A spanyol koronázási ékszereket elrejtették Napóleon hadai elől, és azóta nyomuk veszett. Sydneyt utánozva egy volt diákja akarja megtalálni. |     |                                                  |                  |                            |                      |               |
| 63. | 19. | Pandora szelencéje (Pandora's Box)               | Mark Roper       | Arnie Olsen                | 2002. április 29.    | 319           |
| Az An-Najaf-dinasztia feladata volt Pandora szelencéjének az őrzése. Sydney egy jó barátjától, aki szintén ereklyevadász volt, egy kulcsot örököl, ami elvezeti őt a szelencéhez. Be is jutnak az egykori palotába, ahol megtalálják a szelencét, de azt az ott állomásozó tábornok kinyitja, remélve, hogy kincsek vannak benne. A szelencében viszont nem kincsek vannak, hanem kiszabadul minden rossz dolog és a tábornok elporlad. Syd egy nyíl alakú kulcs segítségével becsukja a szelencét, amibe a kiszabadult szörnyűségek is visszajutnak. |     |                                                  |                  |                            |                      |               |
| 64. | 20. | A vezér (The Warlord)                            | Chris Bould      | Edwina Follows             | 2002. május 6.       | 320           |
| Kahina nyerge egy közép-ázsiai nép békéjét jelképezi, a nyereg azonban az 1400-as években eltűnt. Syd és Nigel egy testvérpár hatalmi harcába csöppen, Nigel egyikhez, Sydney másikukhoz kerül. A nyereg végül előkerül, a testvérpár békét köt, és eldöntik, hogy együtt fognak uralkodni. |     |                                                  |                  |                            |                      |               |
| 65. | 21. | Az élet vize (Fountain of Youth)                 | Chris Bould      | Jurgen Wolff               | 2002. május 13.      | 321           |
| Nigel bátyja, Preston ezúttal ezzal áll elő, hogy nyomára akadt az Élet vizének, amit az ifjúság kútjából nyertek. A legendával szemben a tények azonban inkább arra utalnak, hogy csak egy olyan palack került elő, amivel az angol uralkodót akarták megmérgezni. Nem derül ki, mi volt az üvegben, mert Nigel és Preston verekedése közben az üveg a földre esik és a víz kifolyik. |     |                                                  |                  |                            |                      |               |
| 66. | 22. | Így kell lennie (So Shall It Be)                 | Jonathan Hackett | Jeff F. King               | 2002. május 20.      | 322           |
| Syd és munkatársai Angliában vannak, druida asztronomikonok után kutatnak, amik a római hódítás idején tűntek el. Kiderül, hogy De Viega életben van. A nyomozásban De Viega fia segít, majd felbukkan maga De Viega is, akit a Gural Nataz üldöz, majd árulásért, hogy fiát mentse, halálra ítéli. A sorozat úgy végződik, hogy megtudjuk, De Viega ezúttal sem halt meg. |     |                                                  |                  |                            |                      |               |